# Pedro Miguel Pinotes
Pedro Miguel Alves Pinotes (Viana, 30 de Setembro de 1989) é um atleta de natação do Sporting Clube de Portugal, sendo capitão de equipa desde 2008. Em abril de 2011, bateu o recorde angolano dos 400 m estilos, com a marca de 4m23s60, garantindo lugar nas Olimpíadas de Londres, em 2012.
Em julho de 2011, no Mundial de Natação de Xangai, bateu o recorde nacional nos 200 m de bruços, com 2m21s65, batendo sua própria marca em 2 segundos.
Sendo várias vezes medalhado em competições nacionais em Portugal, foi já por duas vezes campeão nacional absoluto, em 2009. Representa internacionalmente a selecção angolana de natação desde Abril de 2008. Conta com a presença em 4 campeonatos do Mundo, 2 deles em piscina curta (Manchester 2008 e Dubai 2010) e 2 em piscina longa (Roma 2009 e Shanghai 2011). É detentor de inúmeros recordes nacionais de categorias e absolutos de Angola. No Campeonato Africano de Natação de 2008, em Joanesburgo, alcançou uma medalha de bronze na prova de 200m Mariposa.
Foi um dos concorrentes nos Jogos Olímpicos de 2016, onde competiu nos 400 metros medley. Ele também havia participado nos Jogos Olímpicos de 2012, finalizando em 30º lugar nas eliminatórias dos 400 m.
Em termos académicos, Pedro frequenta o Mestrado Integrado em Engenharia Civil no Instituto Superior Técnico (Universidade Técnica), em Lisboa, estando actualmente a frequentar o 5º e último ano dessa formação superior.